# Lijst van rijksmonumenten in Zeddam
Het dorp Zeddam telt 9 inschrijvingen in het rijksmonumentenregister. Hieronder een overzicht.
| Object                                                                                                | Oorspronkelijke functie?  | Bouwjaar              | Architect       | Locatie                             | Coördinaten?                  | Nr.?   | Afbeelding                                  |
| --- | ------------------------- | --------------------- | --------------- | ----------------------------------- | ----------------------------- | ------ | ------------------------------------------- |
| Hervormde kerk, vanwege het eenklaviers orgel                                                         | Kerk en kerkonderdeel     | 1785 (orgel)          |                 | Ettemastraat 3                      | 51° 54' 12" NB, 6° 15' 18" OL | 476730 | Meer afbeeldingen                           |
| Motte Montferland                                                                                     | Archeologisch monument    | late middeleeuwen     |                 |                                     | 51° 53' 45" NB, 6° 14' 30" OL | 511162 | Meer afbeeldingen                           |
| Jachtpaviljoen van Oswald III van den Bergh                                                           | Bijgebouwen kastelen enz. | 1669                  |                 | Montferland 1                       | 51° 53' 45" NB, 6° 14' 30" OL | 9288   | Jachtpaviljoen van Oswald III van den Bergh |
| Sint-Oswalduskerk                                                                                     | Kerk en kerkonderdeel     | 1891                  | Gerard te Riele | Bovendorpsstraat 8                  | 51° 54' 13" NB, 6° 15' 21" OL | 9289   | Meer afbeeldingen                           |
| De Grafelijke Korenmolen                                                                              | Industrie- en poldermolen | voor 1441             |                 | Bovendorpsstraat 14                 | 51° 54' 11" NB, 6° 15' 11" OL | 9290   | Meer afbeeldingen                           |
| Rosmolen Zeddam                                                                                       | Industrie- en poldermolen | 1546                  |                 | Bovendorpsstraat 21                 | 51° 54' 10" NB, 6° 15' 14" OL | 9291   | Meer afbeeldingen                           |
| De Volharding                                                                                         | Industrie- en poldermolen | 1891                  |                 | Vinkwijkseweg 13                    | 51° 54' 6" NB, 6° 15' 45" OL  | 9292   | Meer afbeeldingen                           |
| De Padevoort                                                                                          | Bijgebouwen kastelen enz. | tweede kwart 17e eeuw |                 | Vinkwijk 4                          | 51° 54' 16" NB, 6° 16' 2" OL  | 9293   | Meer afbeeldingen                           |
| Nabij de Drieheuvelenweg gelegen voormalige galgenberg van de Hoge Heerlijkheid, het graafschap Bergh | Omwalling                 |                       |                 | Galgenberg nabij de Drieheuvelenweg | 51° 53' 37" NB, 6° 15' 14" OL | 9294   | Meer afbeeldingen                           |